# Majala (Elva)
Majala is een plaats in de Estlandse gemeente Elva, provincie Tartumaa. De plaats heeft de status van dorp (Estisch: küla) en heeft 88 inwoners (2021).
Tot in oktober 2017 hoorde Majala bij de gemeente Konguta. In die maand werd Konguta bij de gemeente Elva gevoegd.

## Geschiedenis
Majala werd in 1449 voor het eerst genoemd onder de naam Maiel of Maiol, een molen op het landgoed van Konguta. In 1791 werd Konguta gesplitst in Suure-Konguta (‘Groot Konguta’) en Väike-Konguta (‘Klein Konguta’). Majala kwam in Klein-Konguta terecht. In 1796 werd Majala vermeld als ‘dorp Majala’. Bij Majala is een klein kerkhof voor de familie Stokkeby, in de 19e eeuw de eigenaars van het landgoed.
In 1977 werd het buurdorp Palu bij Majala gevoegd.